# Malé Kyšice
Malé Kyšice är en ort i Tjeckien.   Den ligger i regionen Mellersta Böhmen, i den centrala delen av landet, 24 km väster om huvudstaden Prag. Malé Kyšice ligger 369 meter över havet och antalet invånare är 258.
Terrängen runt Malé Kyšice är platt åt nordost, men åt sydväst är den kuperad. Runt Malé Kyšice är det ganska tätbefolkat, med 108 invånare per kvadratkilometer. Närmaste större samhälle är Kladno, 9,6 km norr om Malé Kyšice. Trakten runt Malé Kyšice består till största delen av jordbruksmark.